# Diossido di cromo
Il diossido di cromo o ossido di cromo(IV) è un composto inorganico con la formula CrO2 noto anche col nome commerciale di MagtrieveTM. È un solido nero magnetico, ed un tempo è stato ampiamente utilizzato in emulsione nei nastri magnetici. Con la crescente popolarità di CD e DVD, l'utilizzo dell'ossido di cromo(IV) è diminuito. Tuttavia, è ancora utilizzato in applicazioni su nastri dei dati per i sistemi di storage di classe enterprise. È ancora considerato da molti produttori di ossidi e nastri una delle migliori particelle di registrazione magnetiche mai inventate.

## Preparazione e proprietà
Il CrO2 è stato preparato per la prima volta da Friedrich Wöhler dalla decomposizione del cloruro di cromo. Il diossido di cromo aciculare è stato sintetizzato nel 1956 da Norman L. Cox, un chimico alla DuPont, decomponendo triossido di cromo in presenza di acqua ad una temperatura di 800 K ed una pressione di 200 MPa. L'equazione per la sintesi idrotermale è:
{\displaystyle {\ce {3CrO3 + Cr2O3 -> 5 CrO2 + O2}}}
Il cristallo magnetico che si forma è una lunga asta, esile e simile al vetro - perfetta come pigmento magnetico per la registrazione su nastro. Quando venne commercializzato alla fine del 1960 come supporto di registrazione, dalla DuPont gli fu assegnato è il nome commerciale di Magtrieve.
Esso adotta la struttura cristallina del rutilo, come molti diossidi metallici. In questo modo ogni centro di Cr(IV) ha una coordinazione ottaedrica e ciascun ione ossido è trigonale planare.

## Usi
Le proprietà magnetiche del cristallo, derivanti dalla sua forma ideale come l'anisotropia che ha impartito un alte coercitività e intensità della magnetizzazione residua, ha determinato una stabilità eccezionale ed efficienza per lunghezze d'onda corte, e quasi subito è apparso nel nastro audio ad alte prestazioni utilizzato nelle cassette audio per le quali la risposta degli acuti e i sibili erano sempre problemi. Diversamente dagli ossidi ferrici spugnosi utilizzati nel nastro comune, i cristalli di biossido di cromo erano perfettamente formati e possono essere uniformemente e densamente dispersi su un rivestimento magnetico; e ciò ha portato a un basso rumore senza precedenti nei nastri audio. I nastri al cromo, tuttavia, richiedono una nuova generazione di registratori di audiocassette dotati di una maggiore capacità di corrente di polarizzazione (circa il 50% superiore) rispetto a quella utilizzata dall'ossido di ferro per magnetizzare correttamente le particelle sul nastro. Inoltre venne introdotto una nuova equalizzazione (70 μs) che scambiò alcuni segnali di risposta ad alta frequenza estesa per una riduzione del rumore risultante in un miglioramento di 5-6 dB nel rapporto segnale-rumore rispetto ai nastri in ossido ferrico. Queste impostazioni di bias ed equalizzazione sono state poi riportate per nastri modificati al cobalto "cromo equivalenti", introdotti a metà degli anni '70 da TDK, Maxell, e altri. Successive ricerche hanno aumentato significativamente la coercività della particella drogando o adsorbendo elementi rari come l'iridio sulla matrice del cristallo o migliorando il rapporto lunghezza assiale-obsolescenza. Il prodotto risultante era potenzialmente un concorrente dei pigmenti metallici di ferro, ma ha raggiunto poca penetrazione del mercato.

## Approfondimenti
- Jaleel, V. Abdul; Kannan T. S. (1983). "Hydrothermal synthesis of chromium dioxide powders and their characterisation". Bulletin of. 5 (3–4): 231–246. doi:10.1007/BF02744038.
- Bate, G. (1978). "A survey of recent advances in magnetic recording materials". IEEE Transactions on Magnetics. 14 (4): 136–142. Bibcode:1978ITM....14..136B. doi:10.1109/TMAG.1978.1059769.
- O'Kelly, Terence (1981). "The Technical Argument for Chromium Dioxide." The BASF Inventor's Notebook Number 6; http://www.ant-audio.co.uk/Tape_Recording/Library/Chrome.pdf